# ندى شبوط
ندى شبوط (بالإنجليزية: Nada Shabout)‏ (ولدت في 8 يناير 1962 في غلاسكو في اسكتلندا) هي بروفيسورة أمريكية من أصل عراقي تخصصت في تاريخ الفن خصوصًا الفن العراقي في جامعة شمال تكساس منذ عام 2002، وهي رئيسة ومؤسسة جمعية الفن الحديث والمعاصر في الوطن العربي وإيران وتركيا (AMCA).